# Allium saxatile
Allium saxatile är en amaryllisväxtart som beskrevs av Friedrich August Marschall von Bieberstein. Allium saxatile ingår i släktet lökar, och familjen amaryllisväxter. Inga underarter finns listade i Catalogue of Life.

## Bildgalleri

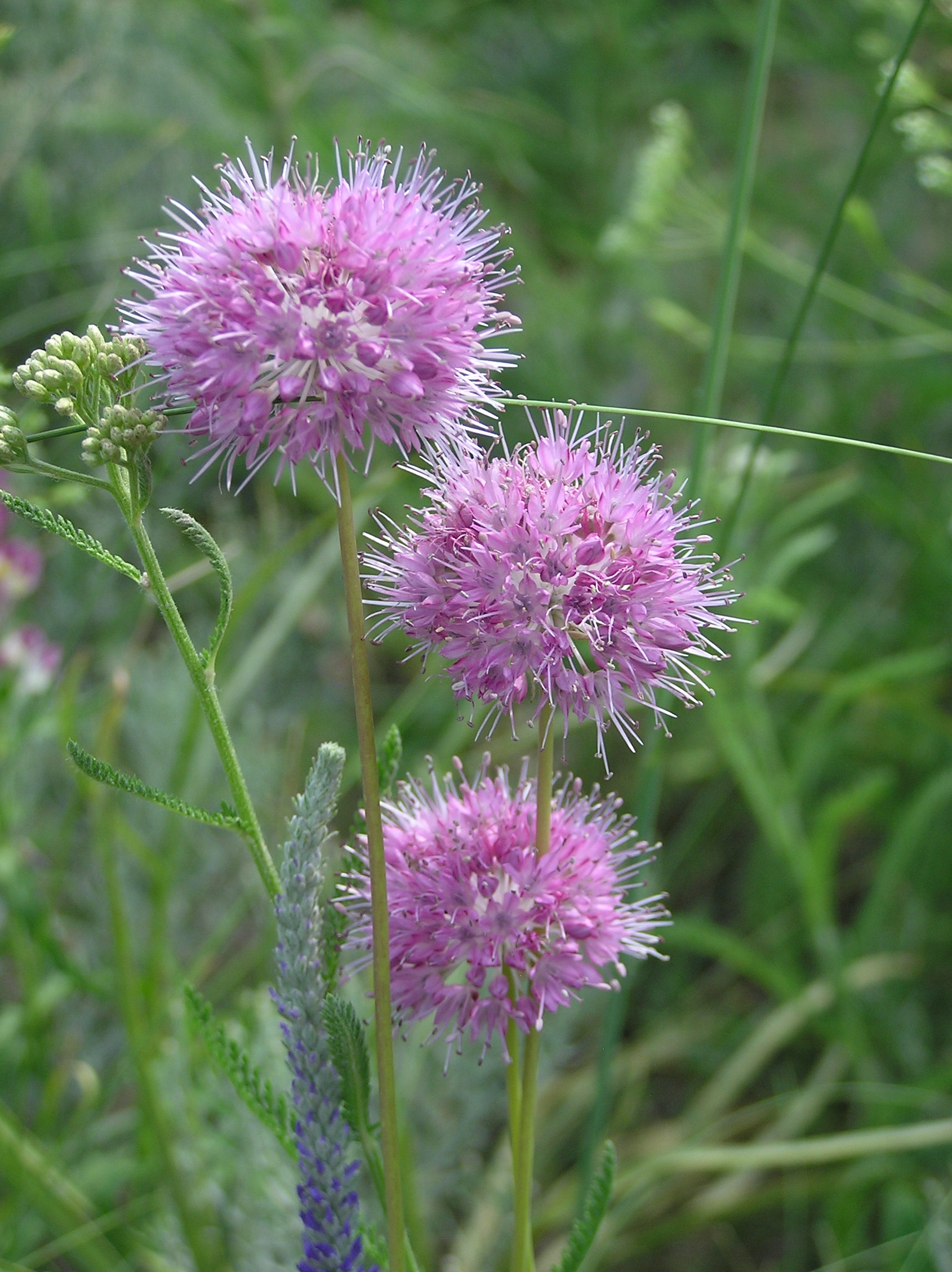
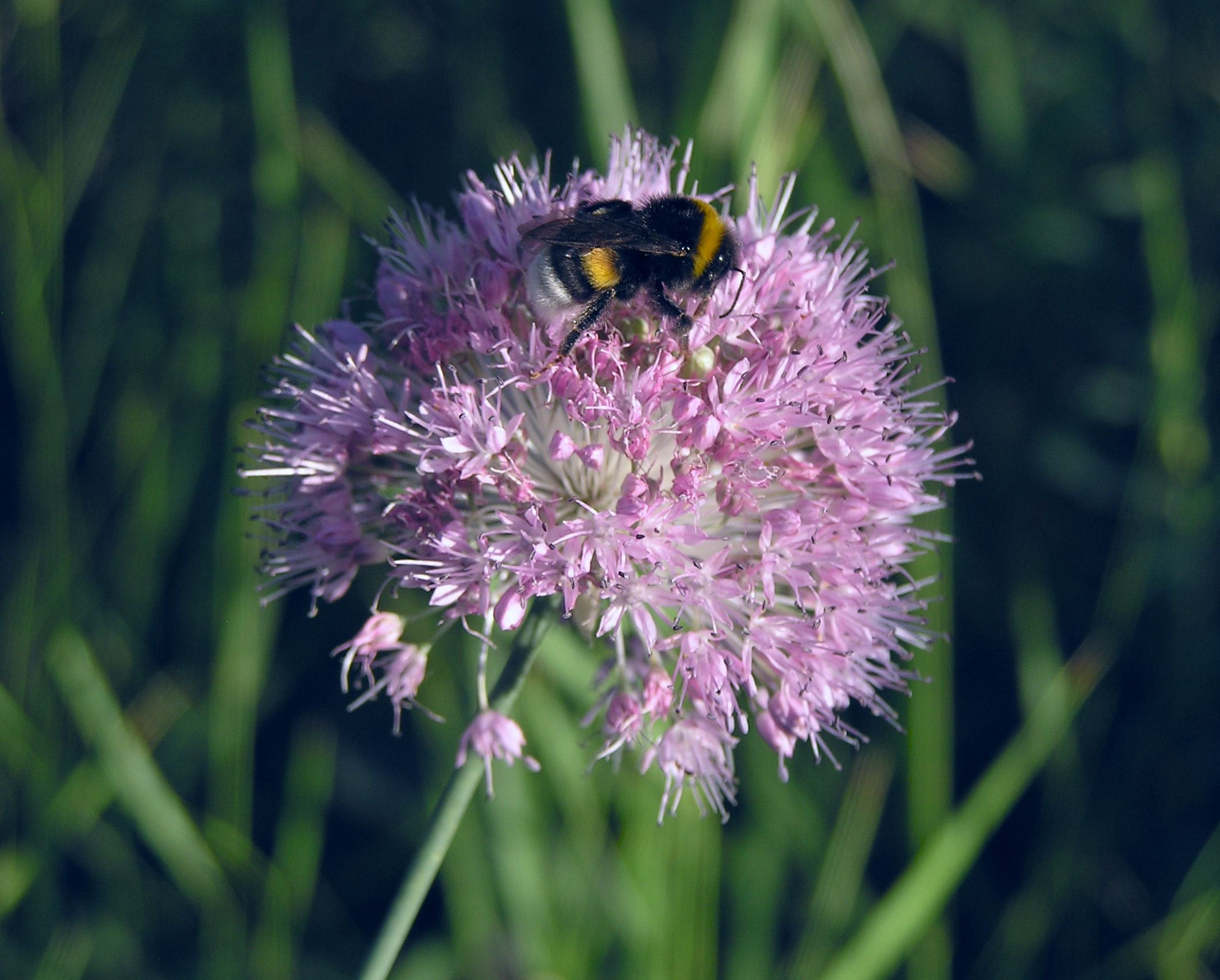